# Philoponella truncata
Philoponella truncata là một loài nhện trong họ Uloboridae.
Loài này thuộc chi Philoponella. Philoponella truncata được Tord Tamerlan Teodor Thorell miêu tả năm 1895.